# 全民健身日

全民健身日活动标志

全民健身日是中国从2009年开始设立的全国性体育节日，为纪念2008年北京奥运会开幕日，日期为每年的8月8日。2023年起修订实施的《中华人民共和国体育法》，将每年8月8日全民健身日所在周定为“体育宣传周”。

## 历史
2009年1月7日，中国国务院同意国家体育总局《关于将8月8日确定为“全民健身日”的请示》，确立了“全民健身日”作为国家级体育节日的地位。2009年1月13日，中国国家体育总局在北京召开发布会公布了这一消息。2009年7月28日，国家体育总局揭晓了全民健身日活动标志和主题口号。黑龙江省牡丹江市的业余美术设计爱好者殷茂臻设计的两个8组合成两个健身的男女脱颖而出。主题口号评出一组三幅，依次为“天天健身，天天快乐”、“好体魄，好生活”、“全民健身，你我同行”。第一名的创作者王玉花来自的陕西省西安市户县。2009年8月30日，国务院发布《全民健身条例》，明确每年8月8日为全民健身日，公共体育设施应当在全民健身日向公众免费开放。